# Anaysis Hernández
Anaysis Hernández Sarria (ur. 30 sierpnia 1981) – kubańska judoczka, wicemistrzyni olimpijska, brązowa medalistka mistrzostw świata.
Startuje w kategorii do 70 kg. Jej największym osiągnięciem jest srebrny medal igrzysk olimpijskich w Pekinie. W walce o złoty medal przegrała z japońską zawodniczką Masae Ueno.
Startowała w Pucharze Świata w latach 2000–2002, 2004 i 2008.

## Osiągnięcia

### Igrzyska olimpijskie
| Igrzyska olimpijskie | Data             | Kategoria | Miejsce |
| -------------------- | ---------------- | --------- | ------- |
| Pekin 2008           | 13 sierpnia 2008 | do 70 kg  |         |

### Mistrzostwa świata
- 2001 Monachium -  brąz - 63 kg